# Ulrike Maisch
Ulrike Maisch (* 21. Januar 1977 in Stralsund) war in ihrer aktiven Zeit eine deutsche Langstreckenläuferin, die sich auf den Marathon spezialisiert hatte. Ihr größter sportlicher Erfolg war der Titelgewinn im Marathonlauf bei den Leichtathletik-Europameisterschaften 2006 in Göteborg.

## Karriere
Ihren ersten Marathon lief sie im Jahr 2000, als sie beim Berlin-Marathon den 18. Platz in 2:40:34 h belegte. 2002 gewann sie ihren ersten nationalen Titel bei den Halbmarathon-Meisterschaften, wurde Zweite bei den nationalen Crosslauf-Meisterschaften und siegte beim Bonn-Marathon in 2:35:02 h. Damit qualifizierte sie sich für den Marathon der Leichtathletik-Europameisterschaften 2002 in München, wo sie Platz acht errang und mit den anderen deutschen Läuferinnen den ersten Platz in der Teamwertung holte. Bald danach wurde sie Zweite beim Köln-Marathon.
Im nächsten Jahr folgte auf einen dritten (Crosslauf) und einem zweiten Platz (Halbmarathon) bei den nationalen Meisterschaften ein 20. Platz beim Marathon der Leichtathletik-Weltmeisterschaften 2003 in Paris.
2004 nahm die Läuferin an den Olympischen Spielen in Athen teil. Nach 28 Kilometern musste sie den Marathonlauf auf der historischen Strecke wegen Schmerzen im rechten Fuß aufgeben und sich später einer Operation unterziehen.
Am 23. April 2006 meldete sich Ulrike Maisch wieder auf der Marathon-Strecke zurück. Sie lief als Neunte (und beste Deutsche) beim Hamburg-Marathon eine Zeit von 2:31:56 h und sicherte sich damit die EM-Qualifikation. Am 12. August 2006 holte sie dann bei den Europameisterschaften in Göteborg im Marathon den Titel. Bei Kilometer 25 hatte sie noch eine Minute Rückstand auf die Spitze, rollte dann aber das Feld von hinten auf und gewann mit 26 Sekunden Vorsprung in ihrer persönlichen Bestzeit von 2:30:01 h.
Sie ist damit die erste deutsche Europameisterin über diese Distanz. Aufgrund dieses Erfolges wurde Ulrike Maisch zur Leichtathletin des Jahres 2006 gewählt.
Kurz nach der Europameisterschaft 2006 trat an ihrem linken Fuß eine Verletzung auf, die sie bis weit ins Jahr 2007 am Laufen hinderte. Sie verzichtete deshalb auf eine Teilnahme an den Leichtathletik-Weltmeisterschaften 2007 und startete stattdessen später im Herbst beim Frankfurt-Marathon, wo sie Sechste in 2:32:41 h wurde.
2008 gewann sie bei der Premiere der Grand 10 Berlin, verzichtete jedoch wegen weiterer Verletzungsprobleme auf einen Start über die Marathondistanz. 2009 belegte sie beim Hamburg-Marathon in 2:34:28 h den dritten Rang. Daraufhin wurde sie zunächst nur als Ersatzläuferin für den Marathon bei den Leichtathletik-Weltmeisterschaften 2009 nominiert, kam dann aber nach der kurzfristigen Absage Irina Mikitenkos zum Einsatz. Schmerzen an der Ferse, als deren Ursache nachträglich ein Haglund-Syndrom ermittelt wurde, zwangen sie nach 32 Kilometern zur Aufgabe.
Bei den Leichtathletik-Europameisterschaften 2010 in Barcelona verzichtete sie nach eigener Aussage in einem ZDF-Interview nach mehrfachen Verletzungen und sichtbar in Erwartung des ersten Kindes auf eine mögliche Titelverteidigung.
Ulrike Maisch ist 1,70 m groß und wiegt 54 kg. Sie trainiert beim 1. LAV Rostock unter ihrem Trainer Klaus-Peter Weippert.

## Persönliche Bestleistungen
- 10.000 Meter: 33:44,78 min, Borna, 2004
- Halbmarathon: 1:12:41 h, Siegburg, 2004
- Marathon: 2:30:01 h, Göteborg, 2006